# Municipio de New London (Pensilvania)
El municipio de New London (en inglés: New London Township) es un municipio ubicado en el condado de Chester en el estado estadounidense de Pensilvania. En el año 2000 tenía una población de 4583 habitantes y una densidad poblacional de 149,2 personas por km².

## Geografía
El municipio de New London se encuentra ubicado en las coordenadas 39°46′00″N 75°52′59″O / 39.76667, -75.88306.

## Demografía
Según la Oficina del Censo en 2000 los ingresos medios por hogar en la localidad eran de $77 468 y los ingresos medios por familia eran de $79 929. Los hombres tenían unos ingresos medios de $60 298 frente a los $37 727 para las mujeres. La renta per cápita de la localidad era de $24 824. Alrededor del 2,0% de la población estaba por debajo del umbral de pobreza.